# جيني هورتون
جيني هورتون (بالإنجليزية: Jennifer Pritchard) هي لاعبة كرة الريشة بريطانية، ولدت في 1938 في واندزوورث في المملكة المتحدة.

## روابط خارجية
- جيني هورتون على موقع اتحاد ألعاب الكومنولث (مؤرشف) (الإنجليزية)